# 乔拉克铁热克镇
乔拉克铁热克镇，是中华人民共和国新疆维吾尔自治区伊犁哈萨克自治州特克斯县下辖的一个乡镇级行政单位。

## 行政区划
乔拉克铁热克镇下辖以下地区：
乔拉克铁热克社区、齐巴尔托布里格社区、孟布拉克村、阿特恰比斯村、阿克塔木村、乔拉克铁热克村、萨尔阔布村、齐巴尔托布勒格村、科孜勒阔拉村、砍土曼托别村、塔斯巴斯陶村、莫因卓勒村和阿克铁热克村。